# Paso Covadonga
El Paso Covadonga o pasaje Rodman está ubicado en la Antártida, separando la isla Renaud de la isla Rabot, pertenecientes a las islas Biscoe. Colinda con el estrecho Pendleton, cercano a la península Antártica.
Su nombre fue puesto por el Instituto Hidrográfico de la Armada de Chile en 1962, en homenaje a la fragata Covadonga, nave de la Armada de Chile que cuenta con un excelente desempeño en las expediciones antárticas desde 1947. Es denominado "Rodman Passage" por Estados Unidos y el Reino Unido.